# Ustanovni očetje Združenih držav Amerike
Ustanovni očetje ZDA (izvirno angleško Founding Fathers of the United States) je naziv za skupino ljudi, ki so podpisali Deklaracijo o neodvisnosti ZDA, Ustavo ZDA oz. so sodelovali pri ameriški revoluciji.

## 57 podpisnikov Deklaracije o neodvisnosti
| - John Hancock - Samuel Adams - Josiah Bartlett - Carter Braxton - Charles Carroll - Samuel Chase - Abraham Clark - George Clymer - William Ellery - Sam Corrado - William Floyd - Benjamin Franklin - Elbridge Gerry - Button Gwinnett - Lyman Hall - John Adams - Benjamin Harrison - John Hart - Joseph Hewes | - Thomas Heyward mlajši - William Hooper - Stephen Hopkins - Francis Hopkinson - Samuel Huntington - Thomas Jefferson - Francis Lightfoot Lee - Richard Henry Lee - Francis Lewis - Philip Livingston - Thomas Lynch mlajši - Thomas McKean - Arthur Middleton - Lewis Morris - Robert Morris - John Morton - Thomas Nelson mlajši - William Paca - John Penn | - Robert Treat Paine - George Read - Caesar Rodney - George Ross - Benjamin Rush - Edward Rutledge - Roger Sherman - James Smith - Richard Stockton - Thomas Stone - George Taylor - Matthew Thornton - George Walton - William Whipple - William Williams - James Wilson - John Witherspoon - Oliver Wolcott - George Wythe |

## Delegati ustavodajnega zbora

### 39 podpisnikov ustave
| - George Washington - Abraham Baldwin - Richard Bassett - Gunning Bedford mlajši - John Blair - William Blount - David Brearly - Jacob Broom - Pierce Butler - Daniel Carroll - George Clymer - Jonathan Dayton - John Dickinson | - William Few - Thomas Fitzsimons - Benjamin Franklin - Nicholas Gilman - Nathaniel Gorham - Alexander Hamilton - Jared Ingersoll - Daniel of St. Thomas Jenifer - William Samuel Johnson - Rufus King - John Langdon - William Livingston - James Madison | - James McHenry - Thomas Mifflin - Gouverneur Morris - Robert Morris - William Paterson - Charles Cotesworth Pinckney - Charles Pinckney - George Read - John Rutledge - Roger Sherman - Richard Dobbs Spaight - Hugh Williamson - James Wilson |  |

### 16 delegatov, ki niso podpisali
| - William Richardson Davie - Oliver Ellsworth - Elbridge Gerry - William Houston - William Houstoun - John Lansing mlajši, | - Alexander Martin - Luther Martin - George Mason - James McClurg - John Francis Mercer - William Pierce | - Edmund Randolph - Caleb Strong - George Wythe - Robert Yates |  |

## Drugi
| - Richard Bland - George Clinton - Patrick Henry - John Jay - Henry Lee III. - John Marshall - Thomas Paine - Peyton Randolph |